# 黄乌克兰
黄乌克兰（羅馬化：Zhovtyi Klyn，羅馬化：Zhyoltyy Klin）指的是历史上一块位于伏尔加河中下游流域的乌克兰人主要定居点地区，意为“黄色疆土”。

## 名称
黄乌克兰得名于伏尔加河中下游草原常见的黄色调。历史学家伊戈尔·舒尔格可能是首次使用该词的学者。

## 现况

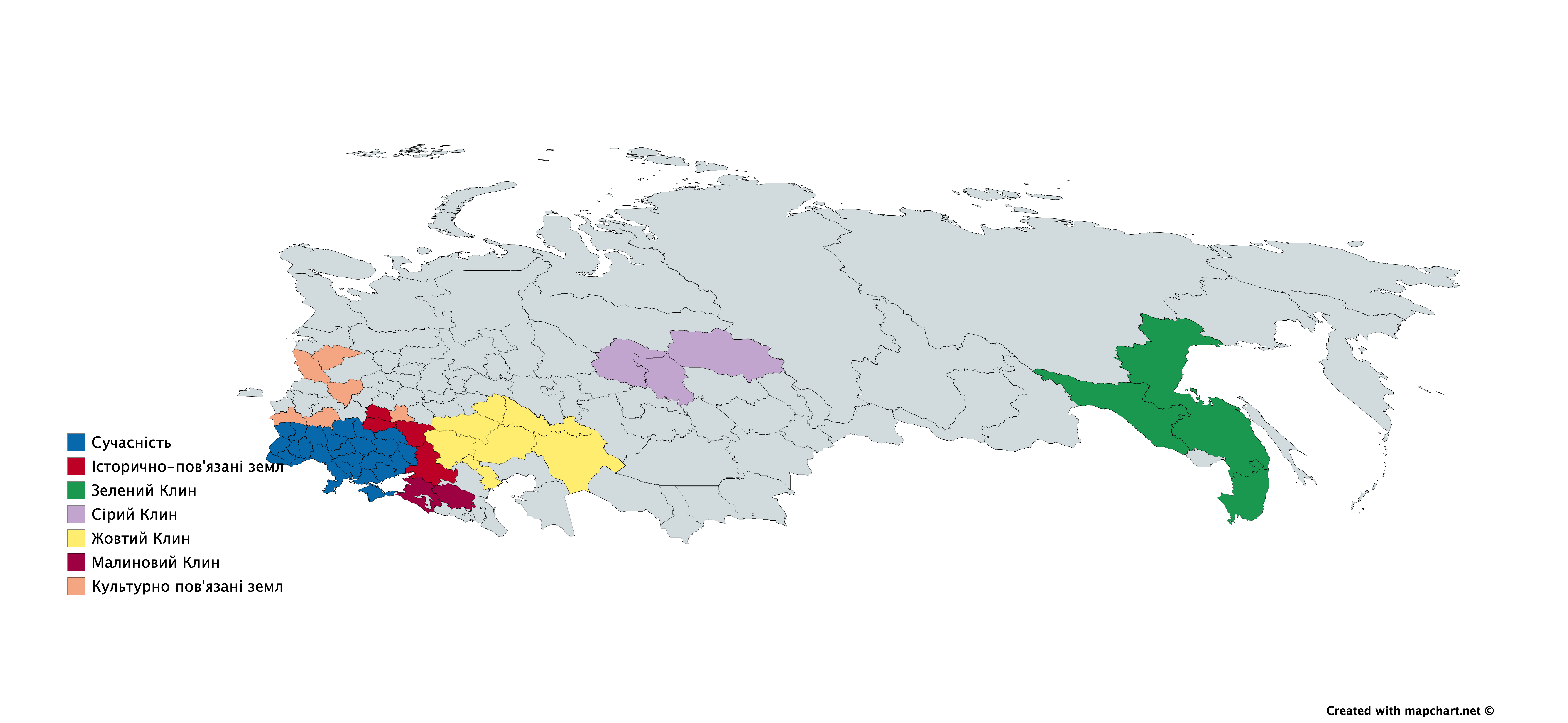
黄色部分为黄乌克兰

黄乌克兰位于今俄罗斯阿斯特拉罕州、伏尔加格勒州、萨拉托夫州和萨马拉州区域，最主要定居点为萨拉托夫，此外萨马拉、陶里亚蒂、喀山和阿斯特拉罕也有大量乌克兰人社区。有时还包括南乌拉尔山脉地区，即今俄罗斯奥伦堡州、巴什科尔托斯坦共和国、哈萨克斯坦西哈萨克斯坦州、阿克托别州区域，主要定居点有俄罗斯奥伦堡、奥尔斯克、哈萨克斯坦阿克托别、阿特劳和乌拉尔等。
截至2014年，黄乌克兰地区呈混合民族状态，大部分区域俄罗斯人占多数，部分区域乌克兰人占多数，还有少数乌克兰人农村。

## 历史

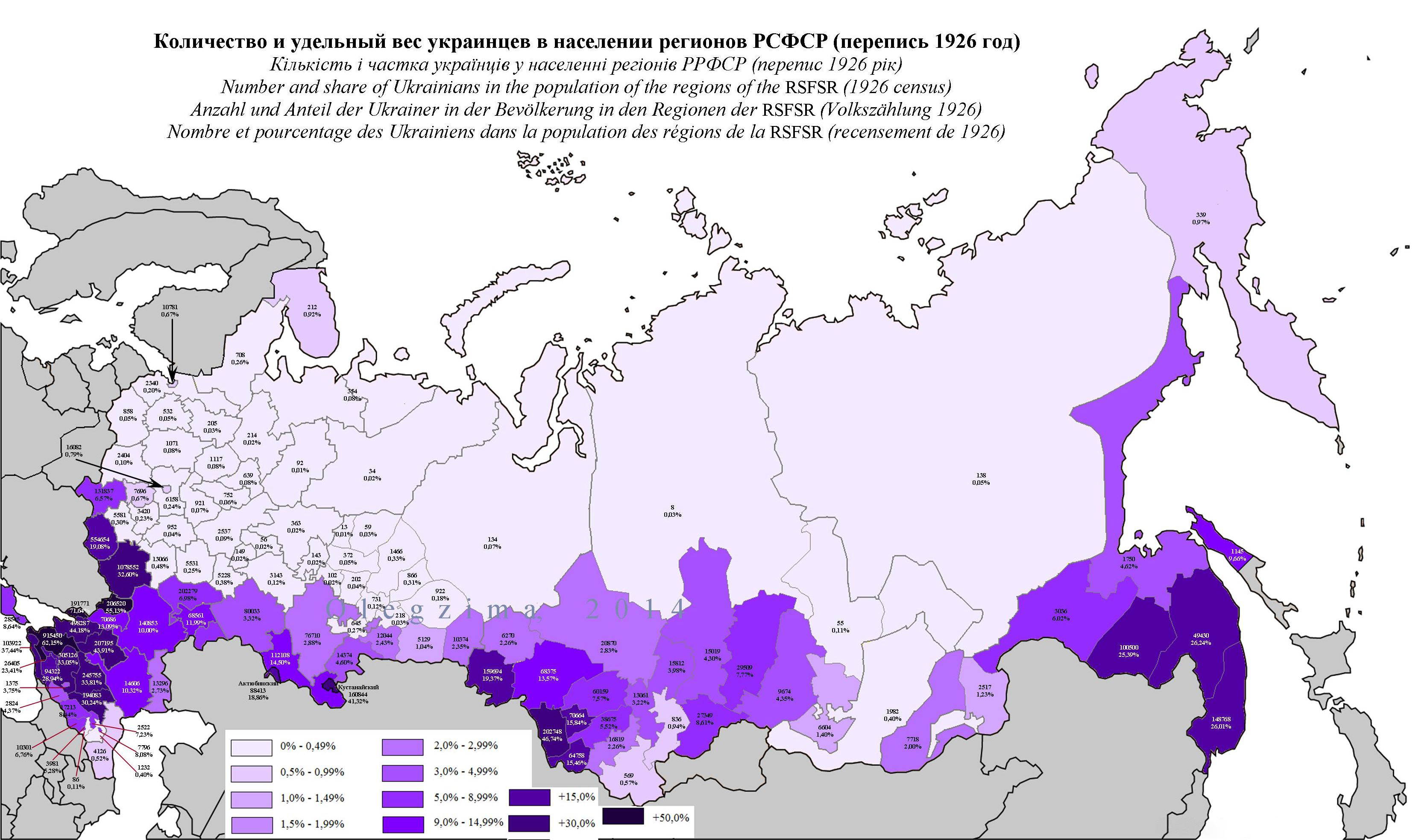
1926年乌克兰人在俄罗斯苏维埃联邦社会主义共和国各地区的人口和比例

佩列亚斯拉夫条约签订后，作为第二条大阿巴提斯线的东部边界，黄乌克兰定居点开始建设。这一阶段，乌克兰殖民者和伏尔加哥萨克长期共存。
除乌克兰人外，伏尔加德意志人和莫尔多瓦人等也大量迁徙至黄乌克兰，原住民有鞑靼人等。